# Керцерс
Керцерс (нім. Kerzers) — громада  в Швейцарії в кантоні Фрібур, округ Зее.

## Географія
Громада розташована на відстані близько 20 км на захід від Берна, 20 км на північ від Фрібура.
Керцерс має площу 12,3 км², з яких на 16% дозволяється будівництво (житлове та будівництво доріг), 68,7% використовуються в сільськогосподарських цілях, 14,7% зайнято лісами, 0,7% не є продуктивними (річки, льодовики або гори).

## Демографія
2019 року в громаді мешкало 5029 осіб (+9,4% порівняно з 2010 роком), іноземців було 27,3%. Густота населення становила 410 осіб/км².
За віковим діапазоном населення розподілялося таким чином: 20,9% — особи молодші 20 років, 63,9% — особи у віці 20—64 років, 15,1% — особи у віці 65 років та старші. Було 2067 помешкань (у середньому 2,4 особи в помешканні).
Із загальної кількості 2415 працюючих 192 було зайнятих в первинному секторі, 639 — в обробній промисловості, 1584 — в галузі послуг.